# Округ Вашингтон (Канзас)
Округ Вашингтон (енгл. Washington County) је округ у америчкој савезној држави Канзас. По попису из 2010. године број становника је 5.799. Седиште округа је град Вашингтон.

## Демографија
Према попису становништва из 2010. у округу је живело 5.799 становника, што је 684 (10,6%) становника мање него 2000. године.
| Група             | 2000.         | 2010.         |
| Белци             | 6.380 (98,4%) | 5.558 (95,8%) |
| Афроамериканци    | 7 (0,1%)      | 25 (0,4%)     |
| Азијати           | 3 (0,0%)      | 19 (0,3%)     |
| Хиспаноамериканци | 42 (0,6%)     | 144 (2,5%)    |
| Укупно            | 6.483         | 5.799         |